# نل هال هوپمن
 نل هال هوپمن (انگلیسی: Nell Hall Hopman؛ ۹ مارس ۱۹۰۹ – ۱۰ ژانویهٔ ۱۹۶۸) یک تنیس‌باز اهل استرالیا بود.